# Beilschmiedia lanuginosa
Beilschmiedia lanuginosa är en lagerväxtart som beskrevs av Teschn.. Beilschmiedia lanuginosa ingår i släktet Beilschmiedia och familjen lagerväxter. Inga underarter finns listade i Catalogue of Life.